# Cervone Ozero, Kuibîșeve
Cervone Ozero (în ucraineană Червоне Озеро) este un sat în așezarea urbană Kuibîșeve din raionul Kuibîșeve, regiunea Zaporijjea, Ucraina.

## Demografie
Componența lingvistică a localității Cervone Ozero
     Ucraineană (91,62%)
     Rusă (8,38%)
Conform recensământului din 2001, majoritatea populației localității Cervone Ozero era vorbitoare de ucraineană (91,62%), existând în minoritate și vorbitori de rusă (8,38%).